# カウル・ユニット

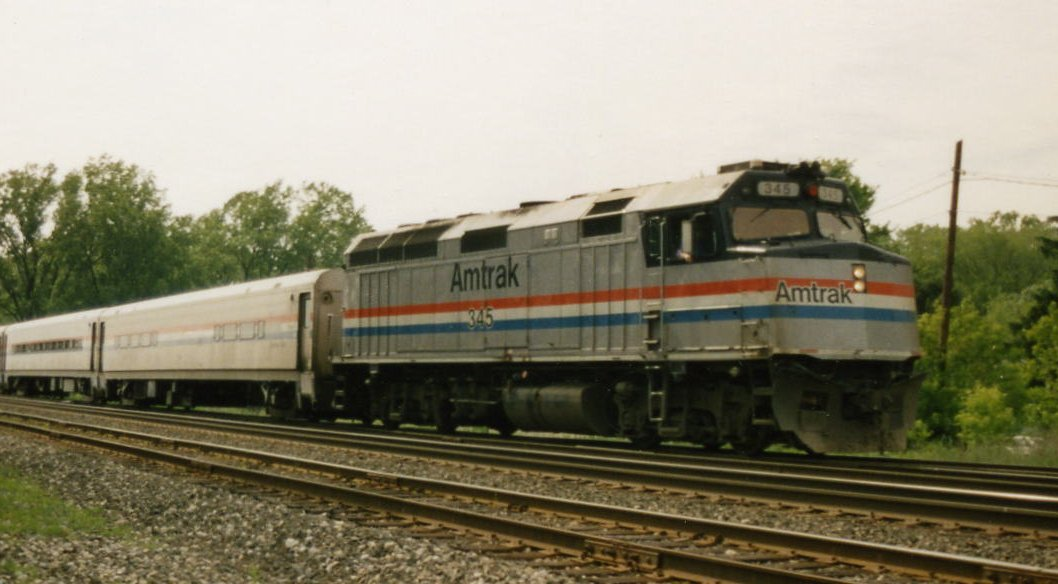
カウル・ユニットの一つであるGM EMD F40PH

カウル・ユニット(Cowl unit)とはディーゼル機関車の形態の一種で、フード・ユニットの車体を車幅いっぱいにまで広げた機関車である。外見上は片側運転台となり、キャブ・ユニットと同様の構造に見えるが、車体外板はエンジン等の機器を覆うだけのもので、キャブ・ユニットのように強度を負担することはない。

## 歴史
カウル・ユニットは、アッチソン・トピカ・アンド・サンタフェ鉄道の要求に応じて製造されたものであった。その要求とは、列車としての美観を向上させるために、車幅いっぱいのカウルをフード・ユニットのフレームに搭載し、さらに全長いっぱいに伸ばすというものである。
そのような車体ならば、旅客列車牽引時には機関車と客車の幅が揃うため編成美が保たれ、フード・ユニットのようなフード脇のランボードもないのでそこに乗客が乗ってしまうこともない。また、車体を装飾したり、乗客に向けて広告的な塗装を行うこともできる。
カウル・ユニットの短所は、後方視界の悪さである。それを解消するために、EMD SD50F形ディーゼル機関車やSD60F形はドラッパー・テーパーと呼ばれる（カナディアン・ナショナル鉄道の機関車担当アシスタントチーフの命名による）形状を持つ。これは、運転室のすぐ後ろ側の部分の車体幅を狭くしておくもので、これによって後方視界はいくらか向上した。屋根はそのまま車幅いっぱいのものが残された。あくまで後方視界確保のためであり、機関車そのものが前後両方向に自由に動けるものではない。

## 旅客用カウル・ユニット機関車
- PL42AC形ディーゼル機関車
- EMD FP45形ディーゼル機関車
- EMD SDP40F形ディーゼル機関車
- EMD F40C形ディーゼル機関車
- EMD F40PH形ディーゼル機関車
- EMD F40PHR形ディーゼル機関車
- EMD F40PH-2形ディーゼル機関車
- EMD F40PH-2CAT形ディーゼル機関車
- EMD F59PH形ディーゼル機関車
- EMD F59PHI形ディーゼル機関車
- EMD F69PHAC形ディーゼル機関車
- EMD DE30AC形ディーゼル機関車
- EMD DM30AC形ディーゼル機関車
- GE P30CH形ディーゼル機関車
- GE U30CG形ディーゼル機関車
- MPI MP36PH-3C形ディーゼル機関車
- MPI MP36PH-3S形ディーゼル機関車
- MPI F40PHL-2形ディーゼル機関車
- MPI F40PH-2C形ディーゼル機関車
- MPI F40PH-3C形ディーゼル機関車
- MKO GP40FH-2形ディーゼル機関車